# مأموریت توپوگرافی شاتل رادار

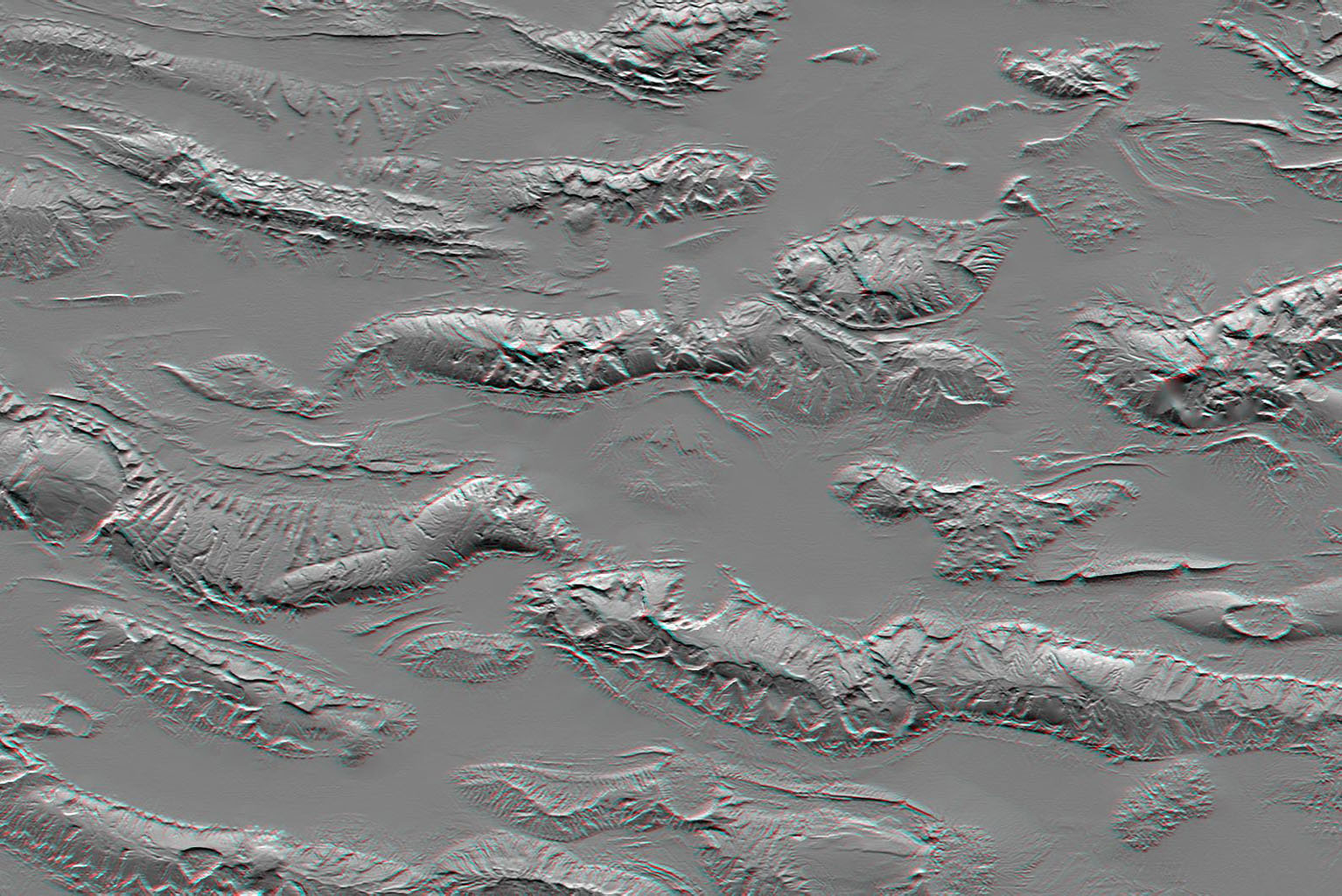
توپوگرافی شاتل رادار از کوه‌های زاگرس

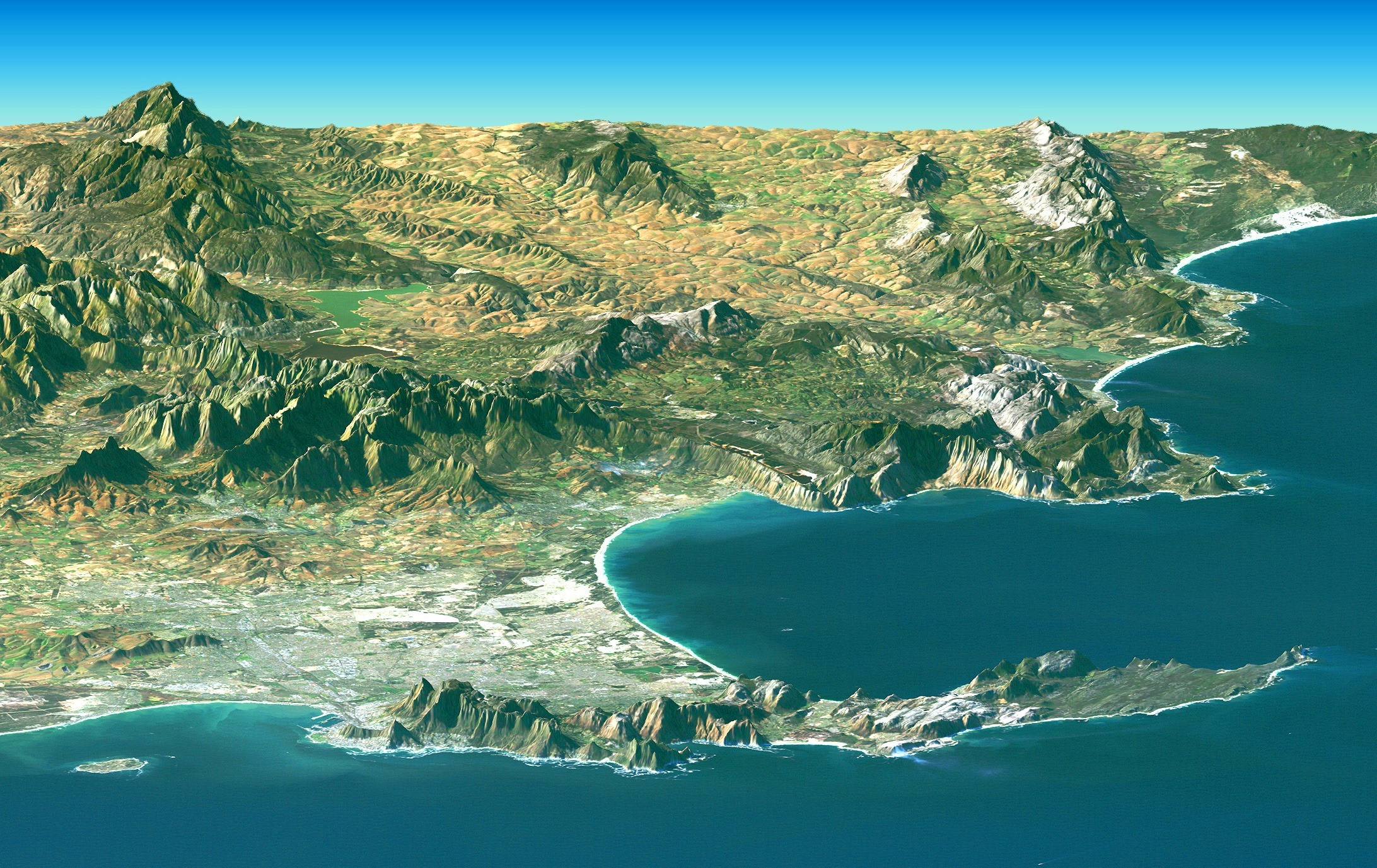
ناسا در این تصویر از داده‌های ماهواره لندست برای نگاشت بافت سطح زمین که توسط داده‌های ارتفاعی SRTM تهیه شده استفاده کرده‌است. شبه‌جزیره کیپ و دماغه امیدنیک در آفریقای جنوبی در جلو تصویر قابل مشاهده هستند.

مأموریت توپوگرافی شاتل رادار (انگلیسی: Shuttle Radar Topography Mission) که به اختصار SRTM نامیده می‌شود، پروژه تحقیقاتی جهانی برای تهیه مدل‌های رقومی ارتفاع است که گستره‌ای تقریباً جهانی بین مدارهای ۵۶ درجه جنوبی و ۶۰ درجه شمالی را برای فراهم کردن کامل‌ترین پایگاه داده توپوگرافی با وضوح بالا در بر می‌گیرد. SRTM شامل رادار تغییریافته ویژه است که در طول مأموریت ۱۱ روزه اس‌تی‌اس-۹۹ در فوریه ۲۰۰۰ بر روی شاتل فضایی فضاپیمای اندور نصب شد.
مدل‌های ارتفاعی به‌صورت موزاییک‌هایی تنظیم شده که هرکدام از آن‌ها یک درجه از طول جغرافیایی و یک درجه از عرض جغرافیایی را پوشش می‌دهد و به نام مختصات گوشه جنوب غربی آن نامیده می‌شود. مثلاً "n45e006" از مدار ۴۵ درجه شمالی و نصف‌النهار ۶ درجه شرقی تا مدار ۴۶ درجه شمالی و نصف‌النهار ۷ درجه شرقی را در بر می‌گیرد و "s45w006" از مدار ۴۵ درجه جنوبی و نصف‌النهار ۶ درجه غربی تا مدار ۴۶ درجه جنوبی و نصف‌النهار ۷ درجه غربی را پوشش می‌دهد.
وضوح داده‌های خام SRTM یک ثانیه قوسی (۳۰ متر) است ولی دسترسی به داده‌های با این دقت فقط برای دولت فدرال ایالات متحده آمریکا امکان‌پذیر است. در نوامبر ۲۰۱۱ داده‌های با دقت یک ثانیه قوسی برای استرالیا نیز فراهم شد ولی استفاده از داده‌های خام در انحصار دولت است. داده‌های SRTM برای سایر نقاط جهان دارای دقت ۹۰ متر (۳ ثانیه قوسی) است. هر موزاییک داده ۳۰ متری دارای ۳۶۰۱ ردیف داده‌است که هر یک از آن‌ها ۳۶۰۱ سلول ۱۶ بیتی اندیان دارد. داده‌های ارتفاعی SRTM بر اساس سامانه ژئودتیک جهانی ۱۹۸۴ محاسبه شده‌است.
در سپتامبر ۲۰۱۴، کاخ سفید اعلام کرد که بالاترین دقت داده‌های SRTM در پایان سال ۲۰۱۵ برای همه دنیا در دسترس خواهد بود و هم‌اکنون داده‌های جدید با دقت ۱ ثانیه قوسی (۳۰ متر) برای همه نقاط تحت پوشش پروژه قابل دانلود است.
مدل‌های ارتفاعی استخراجی از داده‌های SRTM در سامانه اطلاعات جغرافیایی به‌کار می‌رود. این مدل‌ها را می‌توان از اینترنت دانلود کرد. فرمت آن‌ها (hgt.) است که توسط بسیاری از نرم‌افزارها پشتیبانی می‌شود.
مأموریت توپوگرافی شاتل رادار پروژه‌ای بین‌المللی است که توسط آژانس ملی اطلاعات مکانی ایالات متحده آمریکا و ناسا هدایت می‌شود.